# Larry Craig
Larry Edwin Craig (Council, 20 de julio de 1945) es un político estadounidense del estado de Idaho. Pertenece al Partido Republicano y ha estado en el Senado de Estados Unidos desde 1991. 
Entre 1981 y 1991 representó al primer distrito de Idaho en la Cámara de Representantes de los Estados Unidos.
Incluyendo su paso por la Cámara de Representantes, Craig ocupa el segundo puesto, detrás de William Edgar Borah, en la lista de políticos que más tiempo han representado al estado de Idaho en el Congreso de Estados Unidos. 
Craig también ha sido miembro de la mesa directiva de la NRA (Asociación Nacional del Rifle) desde 1983.
El 27 de agosto de 2007 el periódico estadounidense 'Roll Call' de Washington D. C. anunció el arresto de Craig el 11 de junio por conducta lasciva en un baño público del aeropuerto internacional de Minneapolis-Saint Paul en el estado de Minnesota. Ese baño de caballeros estaba siendo vigilado por la fuerza policial del aeropuerto ya que se habían recibido varios reportes de actividad sexual entre hombres, según el reporte de policía.
La primera semana de agosto, Craig se declaró culpable por el delito menor de conducta desordenada y pagó una multa de $575 a la corte.
Como resultado de la controversia que se suscitó cuando su arresto y admisión de culpa se hicieron públicos, Craig anunció en una rueda de prensa el 1 de septiembre de 2007, que se retiraría del senado a final del mes. 
La prestigiosa agencia de noticias Associated Press publicó un reportaje el 31 de agosto de 2007 que decía que el gobernador del estado de Idaho, C.L. "Butch" Otter, ya había elegido al subgobernador Jim Risch para suplantar a Craig por el resto de su término en el senado, pero el periódico 'Idaho Statesman' reportó al siguiente día que representantes del gobernador habían negado que ya se hubiera elegido alguien para reemplazar a Craig.
Sorprendentemente, el 4 de septiembre, un representante de Craig declaró que el senador estaba reconsiderando su decisión de renunciar y que cabe la posibilidad de que continúe en su puesto si sus abogados logran revertir su admisión de culpa en el incidente del baño.
Esta no es la primera vez que salen a la luz rumores de que Craig ha tenido relaciones sexuales con otros hombres. La primera vez que los medios de comunicación masiva reportaron historias al respecto fue en 1982; el senador desmintió esos reportes durante una entrevista en el noticiero de la televisora NBC y continúa declarando que no es, ni nunca ha sido gay.

## Biografía
Craig nació en Council, Idaho, hijo de Dorothy Lenore McCord y Elvin Oren Craig. Creció en un rancho a las afueras de Midvale, en el condado de Washington, Idaho. En julio de 1961 la prensa menciona su participación en el tour de jóvenes organizado por las Naciones Unidas.  En 1969 recibió su grado en Ciencia Política de la Universidad de Idaho, en la que llegó a ser representante del cuerpo estudiantil y miembro de la fraternidad Delta Chi. Realizó estudios de postgrado en la Universidad George Washington antes de regresar al rancho familiar en Midvale a finales de 1971. Craig fue integrante de la Guardia de la Armada Nacional entre 1970 a 1972, obteniendo el rango militar de soldado de primera categoría(E3).
Craig contrajo matrimonio con Suzanne Thompson en 1983 y adoptó los tres hijos que ella tenía de un matrimonio anterior. A través de ellos Craig tiene nueve nietos.

## Carrera política
Craig fue elegido senador por Idaho en 1974, y reelegido en 1976 y 1978.
En 1980, Craig fue elegido para la Cámara de Representantes por el Primer Distrito de Idaho. Fue sucesor del republicano Steve Symms, quién abandonó la Cámara para ir al Senado, tras ganar la contienda al Demócrata liberal Frank Church. Craig fue reelegido por cuatro periodos más hasta 1991. Mientras estuvo en la Cámara, fue un defensor de la política presidencial de Ronald Reagan para la expansión de la educación vocacional.

### Senado de Estados Unidos
Craig anunció su candidatura en las elecciones para el Senado en 1991, ganando en las elecciones primarias republicanas a Jim Jones. Luego, en las elecciones generales se impuso sobre el demócrata Ron J. Twilegar con el 57 % de los votos.
Craig fue reelegido como senador en las elecciones de 1996 en las que también obtuvo nuevamente el 57 % de los votos, esta vez frente al demócrata Walt Minnick. En las elecciones de 2002 obtuvo el 65 % de los votos, después de haber invertido en la campaña más de 3.2 millones de dólares.